# David Hofer
Pour les articles homonymes, voir Hofer.
David Hofer, né le 21 juin 1983 à Bolzano, est un fondeur italien.

## Carrière
David Hofer, membre des Carabinieri, dispute sa première saison officielle en 2001-2002, où il court les Championnats du monde junior. Lors de l'édition 2003, à Sollefteå, il se place huitième du sprint.
Il fait ses débuts en Coupe du monde en mars 2005 à Düsseldorf, marque ses premiers points pour le classement général en décembre 2008 au sprint de Davos (23e), obtient son premier top dix en janvier 2009 à la poursuite de Vancouver (4e) et monte en 2013 sur son premier podium à Sotchi lors d'un sprint en style libre long et escarpé (3e), derrière Petter Northug et Dario Cologna. Au niveau collectif, il monte sur deux podiums en sprint par équipes en décembre 2010 à Düsseldorf et en janvier 2012 à Milan.
Il a participé aux Jeux olympiques d'hiver en 2010 et 2014 avec comme meilleur résultat, une quinzième place au sprint en 2014. S'il est 18e du sprint aux Championnats du monde 2011 à Oslo, il enregistre ses meilleurs résultats aux Mondiaux en 2013 à Val di Fiemme, où il signe le treizième temps sur le quinze kilomètres libre et finit quatrième du relais ainsi que cinquième du sprint par équipes.
En 2014, il finit sa saison par une victoire au championnat du monde militaire sur le dix kilomètres.
Il prend sa retraite sportive à l'issue de la saison 2014-2015, où il dispute comme ultime compétition les Championnats du monde à Falun.
Il a été le petit-ami d'Elena Runggaldier au début des années 2010.

## Palmarès

### Jeux olympiques d'hiver
| Épreuve / Édition | Sprint                           | Sprint                           | 15 km                            | 15 km                            | Poursuite / Skiathlon 2 × 15 km | 50 km | Relais | Relais    |
| Épreuve / Édition | libre                            | classique                        | libre                            | classique                        | Poursuite / Skiathlon 2 × 15 km | 50 km | Sprint | 4 × 10 km |
| JO 2010 Vancouver | Épreuve inexistante à cette date | 39e                              |                                  | Épreuve inexistante à cette date | 53e                             | —     | —      | —         |
| JO 2014 Sotchi    | 15e                              | Épreuve inexistante à cette date | Épreuve inexistante à cette date | —                                | —                               | 16e   | —      | 5e        |

Légende :
- — : n'a pas participé à cette épreuve

### Championnats du monde
| Épreuve / Édition           | Sprint                           | Sprint                           | 15 km                            | 15 km                            | Poursuite / Skiathlon 2 × 15 km | 50 km | Relais | Relais    |
| Épreuve / Édition           | libre                            | classique                        | libre                            | classique                        | Poursuite / Skiathlon 2 × 15 km | 50 km | Sprint | 4 × 10 km |
| Mondiaux 2009 Liberec       | -                                | Épreuve inexistante à cette date | Épreuve inexistante à cette date | 58e                              | -                               | 36e   | -      | -         |
| Mondiaux 2011 Oslo          | 18e                              | Épreuve inexistante à cette date | Épreuve inexistante à cette date | 38e                              | -                               | -     | -      | -         |
| Mondiaux 2013 Val di Fiemme | Épreuve inexistante à cette date | -                                | 13e                              | Épreuve inexistante à cette date | -                               | -     | 5e     | 4e        |
| Mondiaux 2015 Falun         | Épreuve inexistante à cette date | —                                | 43e                              | Épreuve inexistante à cette date | 32e                             | -     | —      |           |

Légende :
- : pas d'épreuve
- — : non disputée par Hofer

### Coupe du monde
- Meilleur classement général : 29e en 2009.
- 1 podium individuel : 1 troisième place.
- 2 podiums en épreuve par équipes : 2 troisièmes places.

#### Classements par saison
| Saison    | Classement général final | Classement distance | Classement sprint |
| 2008-2009 | 29e                      | 31e                 | 23e               |
| 2009-2010 | 68e                      | 52e                 | 53e               |
| 2010-2011 | 56e                      | 79e                 | 25e               |
| 2011-2012 | 45e                      | 40e                 | 24e               |
| 2012-2013 | 38e                      | 34e                 | 25e               |
| 2013-2014 | 93e                      | 43e                 |                   |
| 2014-2015 | 131e                     | 80e                 | 93e               |

### Autres
Il est champion d'Italie 2012 de sprint. Il compte trois podiums en Coupe OPA, antichambre de la Coupe du monde.